# 亞美利加瀑布城
亞美利加瀑布城（英語：American Falls）是一個位於美國愛達荷州鮑爾縣的城市。根據2010年美國人口普查，該地共人口4457人，而該地的面積約為4.18平方千米。同時該地也是鮑爾縣的縣治。

## 地理
亞美利加瀑布城的座標為42°46′52″N 112°51′20″W / 42.78111°N 112.85556°W，而該地的平均海拔高度為1343米（即4406英尺）。